# Kasteel Schaloen
Kasteel Schaloen is een kasteel in Oud-Valkenburg in de Zuid-Limburgse gemeente Valkenburg aan de Geul. Het kasteel is een rijksmonument. Het maakt samen met de Johannes de Doperkerk en Genhoes deel uit van het rijksbeschermd gezicht Oud Valkenburg. Het is tevens onderdeel van het Buitengoed Geul & Maas.

## Ligging
Het kasteel is gelegen in de beemde van de rivier Geul vlak bij het dorp Oud-Valkenburg. De gracht rond het woonhuis wordt gevoed met water van de Molenbeek, een Geultak die in de 16e eeuw de hoofdtak van de Geul vormde. Het kasteel ligt ten noorden van de Oud-Valkenburgerweg, de doorgaande weg van Valkenburg naar Schin op Geul.
Aan het eind van een oprijlaan komt men bij een watermolen en vervolgens, via een poorthuis, op een plein waaraan het kasteel en de voorburcht zijn gelegen. De mergelstenen Schaloensmolen uit 1699 was oorspronkelijk een banmolen, maar doet tegenwoordig alleen dienst als demonstratiemolen. In de kasteeltuin heeft de plaatselijke IVN-vereniging een Limburgse heemtuin aangelegd, die voor het publiek toegankelijk is.

## Bewonersgeschiedenis
De oudste gegevens van het bestaan van Kasteel Schaloen dateren uit 1381. Op het eind van de 14e eeuw waren er twee eigenaren: ridder Jan van Hulsberg, schout van de schepenbank van Klimmen en Geraerdt Mulaerdt. Later deelt eerstgenoemde het kasteel met Gerard van der Linden. Na 1397 was Reinier II van Hulsberg eigenaar van het gehele kasteel. In 1442 en 1457 was het kasteel in bezit van zijn zoon Reinier IV van Hulsberg van Schaloen genoemd Sjaloen, zo blijkt uit de archieven in Maastricht en Tongeren. Opvolger was zijn zoon Librecht van Hulsberg en na diens dood in 1530 kwam het goed aan zijn broer Johan van Hulsberg. Diens zoon Reinier V van Hulsberg van Schaloen werd de volgende kasteelheer. Deze werd opgevolgd door zijn broer Gerard van Hulsberg, die in 1605 de rechten op de heerlijkheid Oud-Valkenburg verkrijgt. De familie woonde op Huys de Dohm in Welten. In de Spaans-Nederlandse oorlog in de zestiende eeuw werd het kasteel bijna geheel door brand verwoest, maar het kon in 1656 weer worden herbouwd.
Na de dood van Gerard werd Johan Reinier Hoen van Cartils eigenaar door vererving. Hij was ook nog bezitter van kasteel Cartils en hij kocht in 1644 de heerlijkheid Schin op Geul van de Spaanse koning. Rond 1665 volgde zijn zoon Gerard Ernest Hoen van Cartils hem op. Deze liet een aantal gebouwen neerzetten, onder meer een watermolen en een kluis op de Schaelsberg. Hij was getrouwd met Anna Agnes van Renesse van Elderen. Zij bracht de titel van graaf in de familie. De Calvariegroep, in de volksmond de Drie Beeldjes genoemd, aan de voet van de Schaasberg aan de Geul, is ook gesticht door de heer van Schaloen in 1739.
Maximiliaan Hendrik de Hoen Cartils had geen kinderen en zijn neef, graaf Maximiliaan Hendrik Laurens Hoen de Cartils erfde het goed in 1782. Hij trouwde met Felicitas van Hohenzollern, een prinses Hohenzollern-Hechingen. Ze woonden niet op Schaloen. De graaf kocht de ruïne van het Kasteel Valkenburg, dat tot 1919 in de familie bleef. Het echtpaar Hoen-Hohenzollern kreeg drie dochters. De oudste dochter trouwde met Ladislas de Villers Masbourg d'Eclaye. Zij erfden Schaloen. Na de Franse bezetting kwam het kasteel in eigendom aan de familie De Villers Masbourg d'Eclaye (1814). Tot eind jaren 60 in de 20e eeuw bleef deze familie eigenaar van Schaloen, al woonde zij sedert 1934 in Brussel. In 1968 werd de gemeente Valkenburg-Houthem de nieuwe eigenaar.
De tweede dochter, Philipine, trouwde met graaf de Hamal. Zij erfden kasteel Geulle en bewoonden het tot 1842. In dat jaar verkocht graaf de Hamal het kasteel Geulle aan de Belgische graaf Emile d'Oultremont.
De gemeente Valkenburg-Houthem verkocht het kasteel in 1977 aan aannemer Woudenberg. Hij restaureerde een gedeelte met hulp van subsidies. In 1986 kocht de familie Bot (aannemer) het goed en ging wonen in het hoofdgebouw. Bot begon onder meer met de exploitatie van de voorburcht als hotel-appartementen. Alle gebouwen werden in de jaren die volgen gerestaureerd.
Het slot heeft tegenwoordig niet meer de functie die het vroeger had, maar de stallen en bijgebouwen zijn nu in gebruik als hotel. Het kasteel zelf is niet te bezichtigen. Anno 2013 staat het kasteel te koop, het duurste huis dat te koop is in Nederland.

### Heren van Schaloen in Maastricht
De heren van Schaloen bezaten, zoals veel adellijke families, een refugiehuis in een nabije stad, in dit geval in de Bredestraat in Maastricht. Enkele leden van het geslacht Van Hulsberg waren in de 16e eeuw burgemeesters van Maastricht (zowel van Luikse als van Brabantse zijde).

## Bouwgeschiedenis
Het rechthoekige kasteel is gebouwd van mergel en dateert oorspronkelijk uit de 12e eeuw. Toen was het iets kleiner. In de volgende eeuw is het uitgebreid, maar in 1575 bijna geheel afgebrand. Op de kaart van Jacob van Deventer uit 1550 is het kasteel met naamsvermelding Sloenes duidelijk te zien in zijn toenmalige vorm. In het midden staat een woontoren met een uitbouw als ingang. Aan twee zijden is een vleugel aangebouwd. De arkeltorentjes stammen uit de 16e eeuw. Rondom ligt een brede gracht.

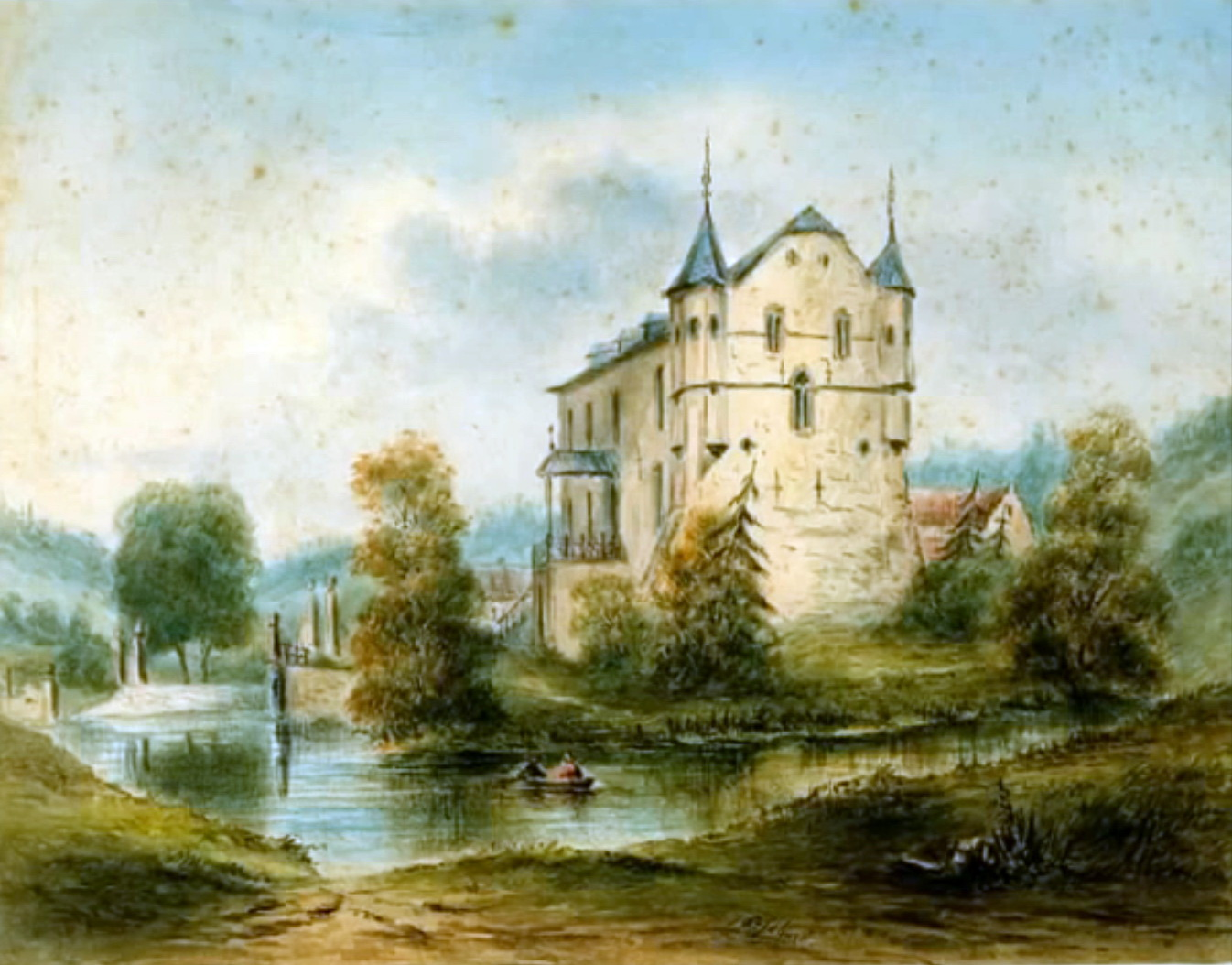
Het kasteel op een 19e-eeuwse aquarel

In 1656 restaureerde Johan Reinier Hoen van Cartils het kasteel, nadat jarenlange leegstand. Een inscriptie in het Latijn vertelt dat na de brand in 1575, het echtpaar Hoen van Cartils en Johanna Maria van der Merwijck het pand gered hebben en hersteld. De toestand in 1656 is ook een rechthoekig gebouw met 4 bouwlagen onder een zadeldak en een gewelfde kelder. Aan de verschillende soorten mergel is te zien, dat materialen zijn hergebruikt bij de diverse restauraties. In 1721 en in 1738 volgden weer restauraties. In 1721 wordt er ook nog een tiendschuur gebouwd, die nu als hotel fungeert.
Na de Franse bezetting in 1814 kwam het kasteel in eigendom van de familie De Villers Masbourg d'Eclaye. In 1894 lieten zij het kasteel door architect Pierre Cuypers grondig restaureren in een neogotische stijl en kreeg het kasteel zijn huidige uiterlijk met een aangebouwde westelijke toren en traptoren aan de voorzijde en verhoogde arkeltorentjes. De gevels kregen een nieuwe, meer regelmatige indeling, de voorgevel kreeg een erker en de achtergevel een balkon. Het interieur werd eveneens vernieuwd.
Na de inkwartiering van Amerikaanse soldaten op het eind van de Tweede Wereldoorlog (1946) was het huis helemaal vernield van binnen. Na restauratie in 1956 was het hoofdgebouw weer geschikt voor bewoning.
De voorburcht, aan de westzijde, zou uit de middeleeuwen zijn, gezien de ovale vorm. Deze is opgetrokken uit baksteen met speklagen van mergel. Brandmuren hebben trapgevels. De ingangen hebben rondboogpoorten. Boven een hiervan is een boogversiering en inscriptie. Op de voorgevel beelden muurankers het jaartal 1701 uit. Waarschijnlijk geven deze de restauratie aan door Gerard Ernst Hoen van Cartils. In de tweede helft van de 20e eeuw was in een gedeelte een café met theetuin gevestigd. Sinds 1986 zijn er hotelappartementen in het kasteel.
Het poortgebouw, vernieuwd in 1718, ligt achter een bruggetje over de gracht. Het is ook in mergel gebouwd en voorzien van een schilddak. Boven de ronde poort is een driehoekige timpaan. Op het dak staat een torenvormige dakruiter. In 1987 wordt het gebouw als beheerderswoning ingericht. Tegenwoordig heeft het een horecafunctie.

## Afbeeldingen

### Kasteel

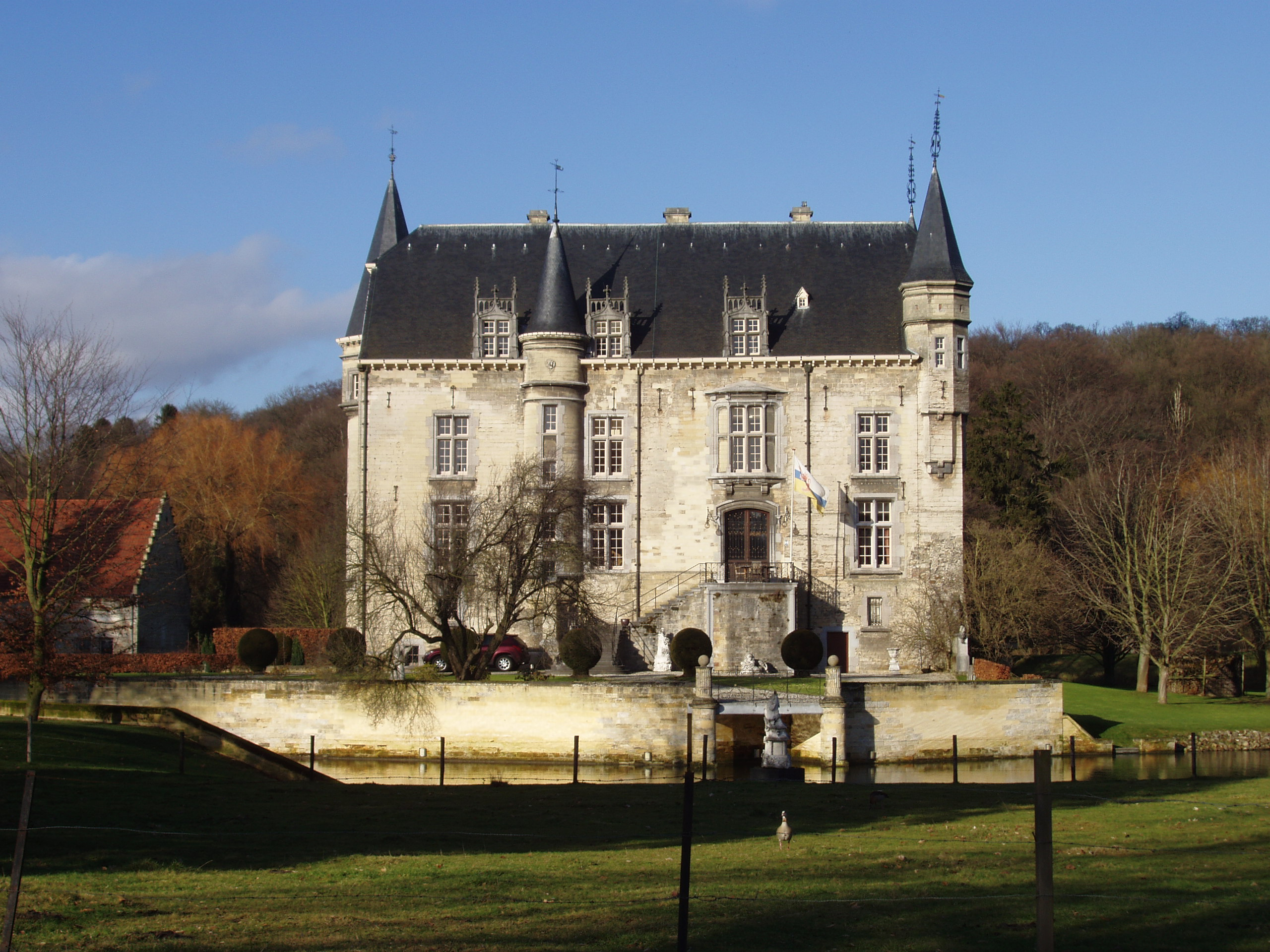
Westgevel
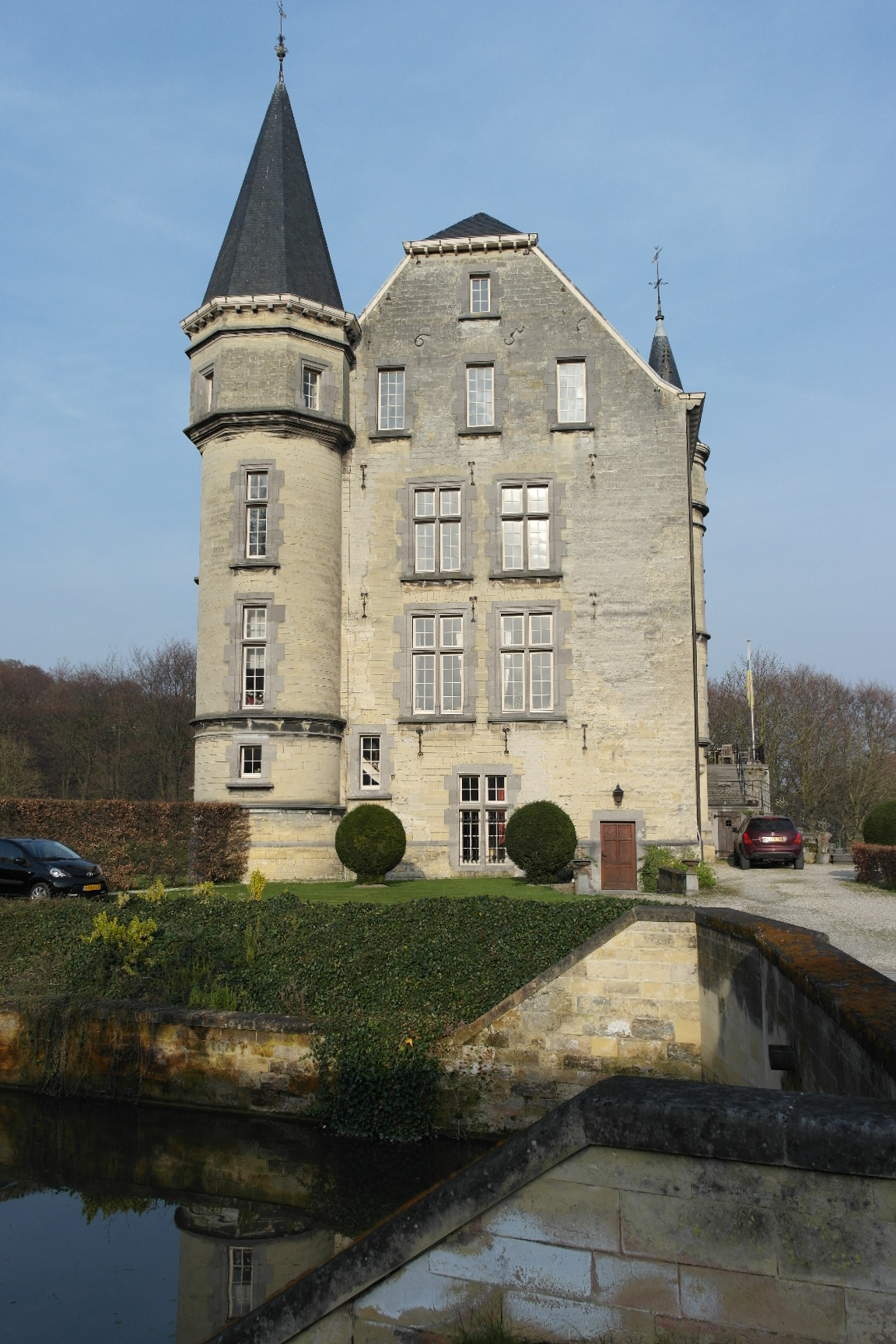
Zuidgevel
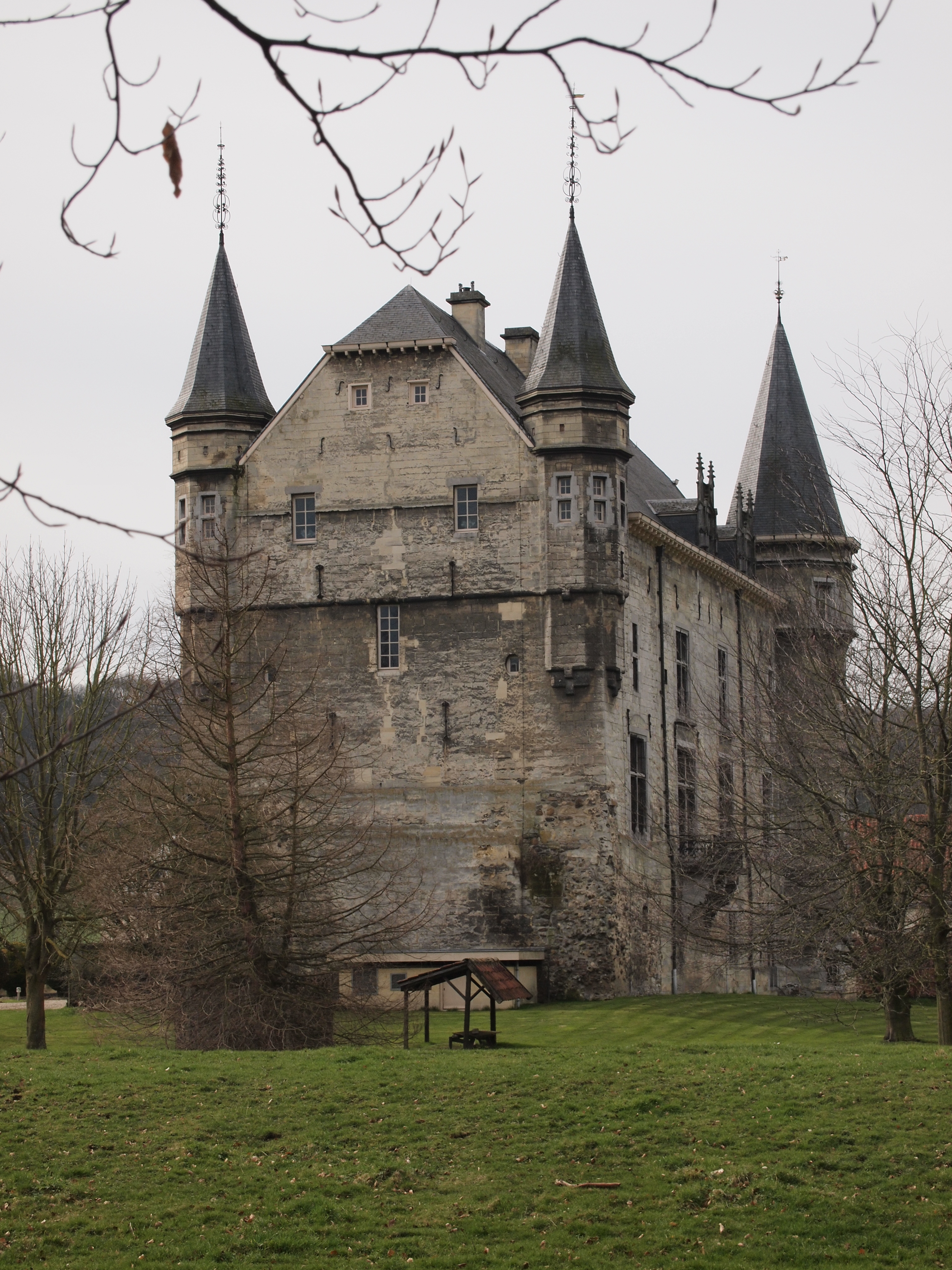
Noordgevel
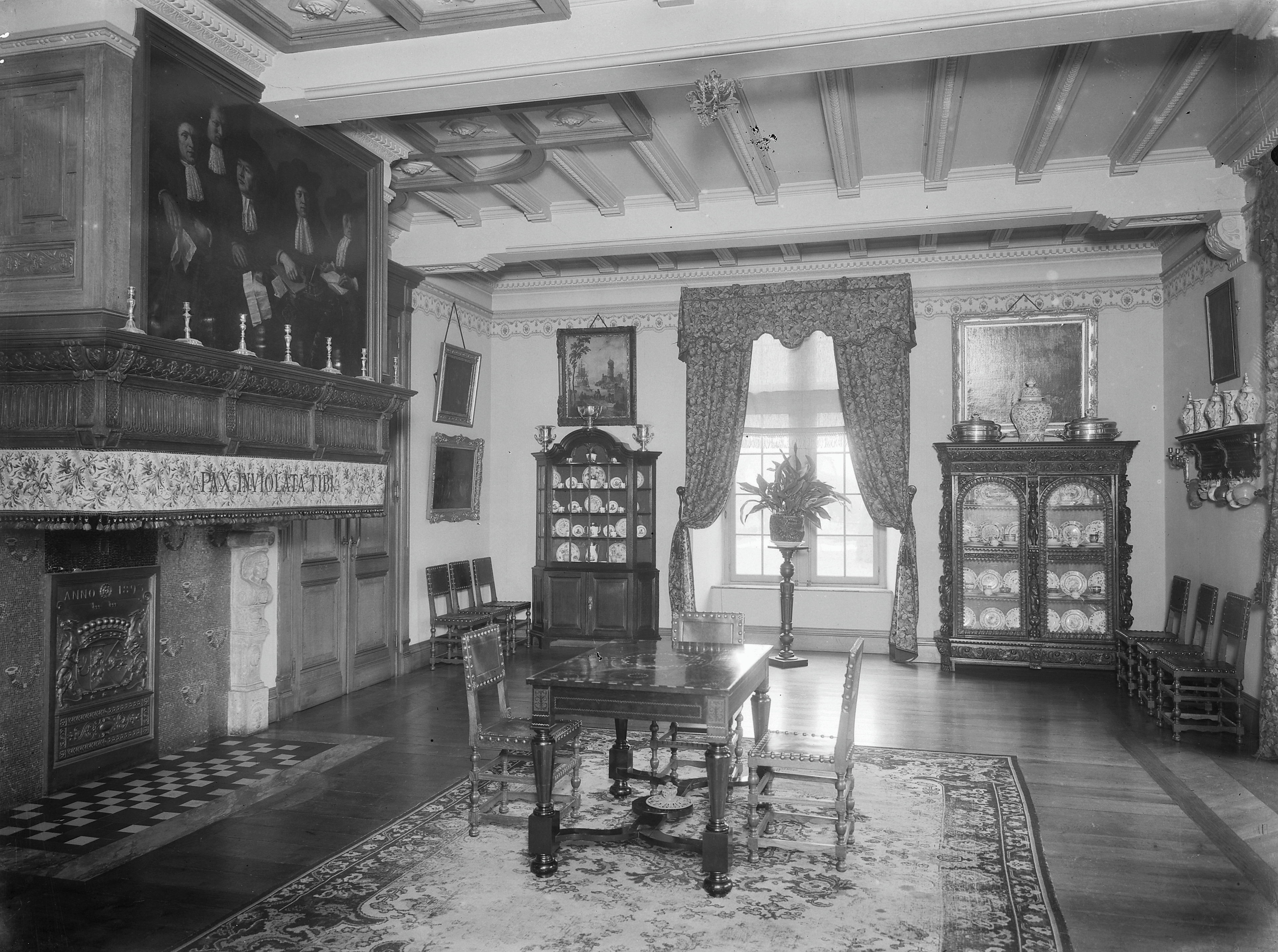
Interieur begin 20e eeuw

### Bijgebouwen

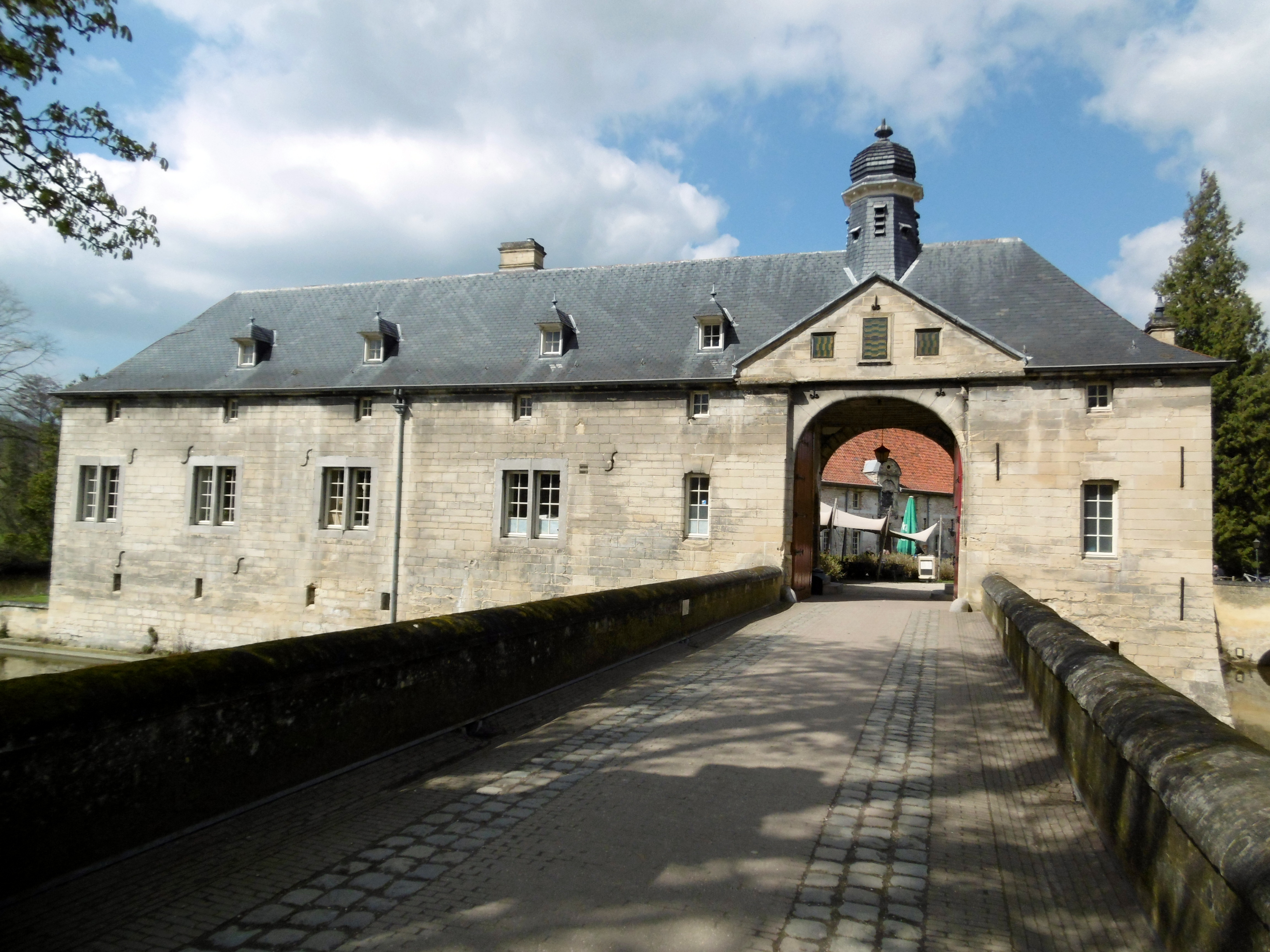
Poortgebouw
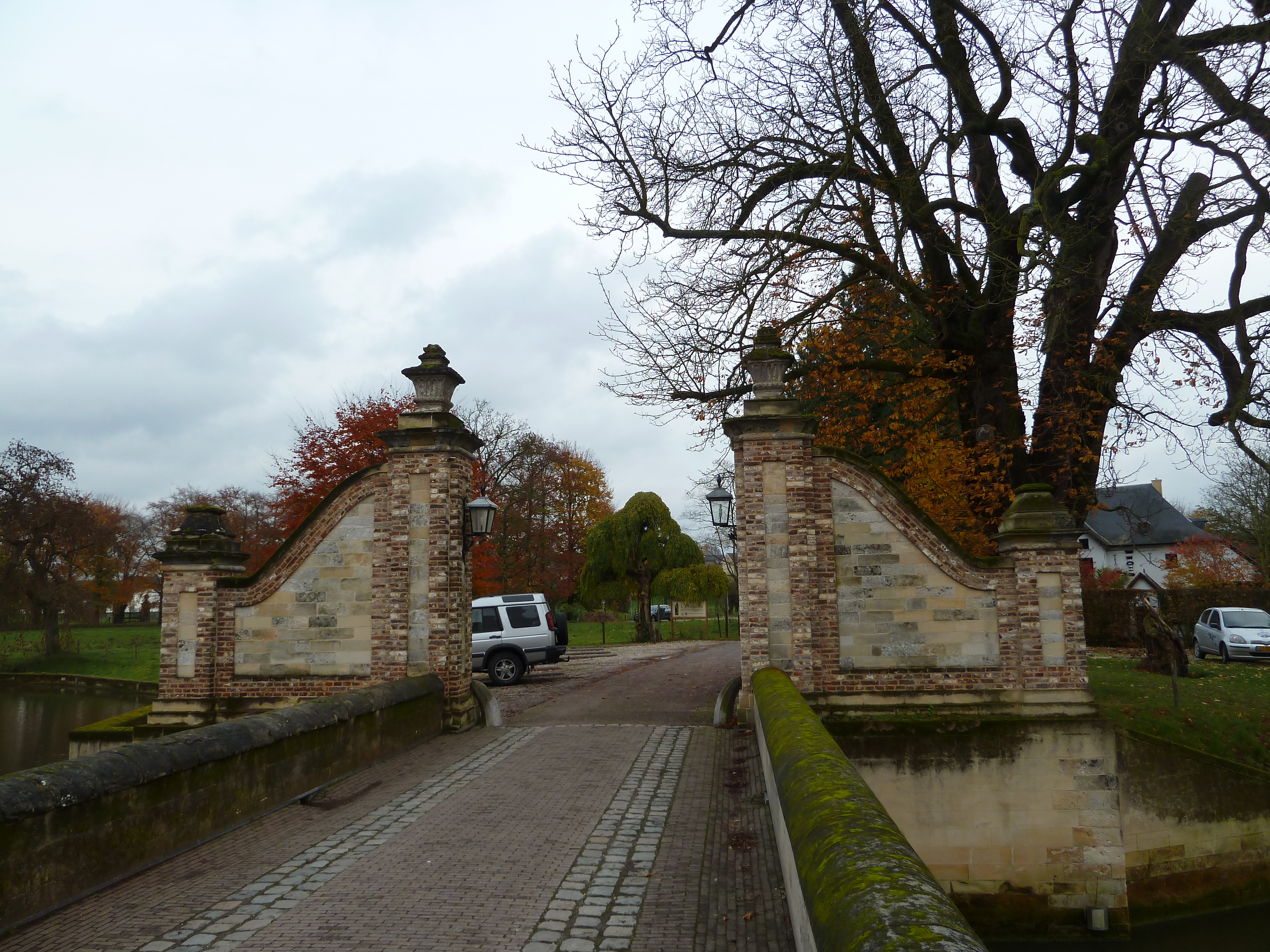
Pijlers
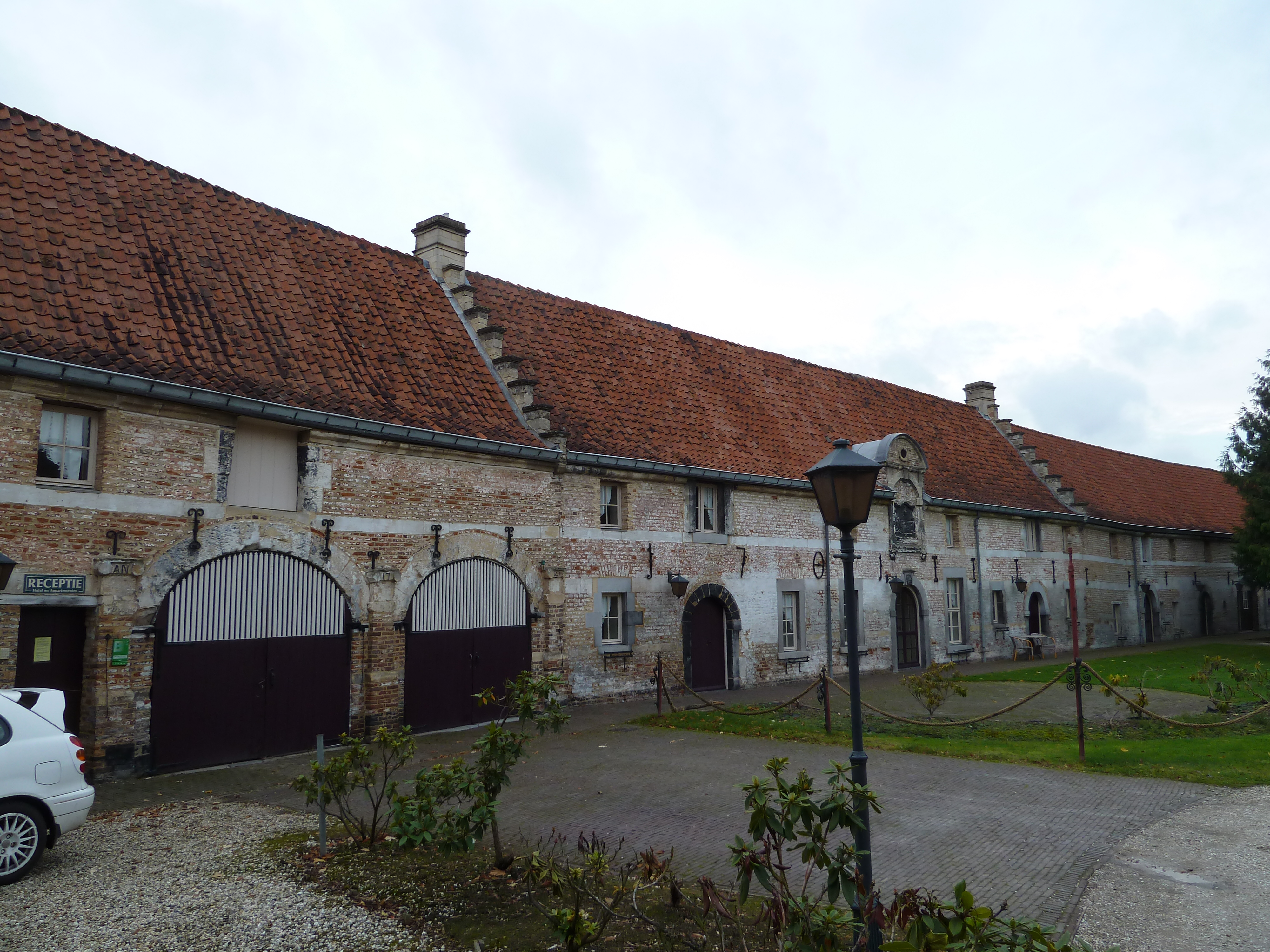
Bijgebouwen
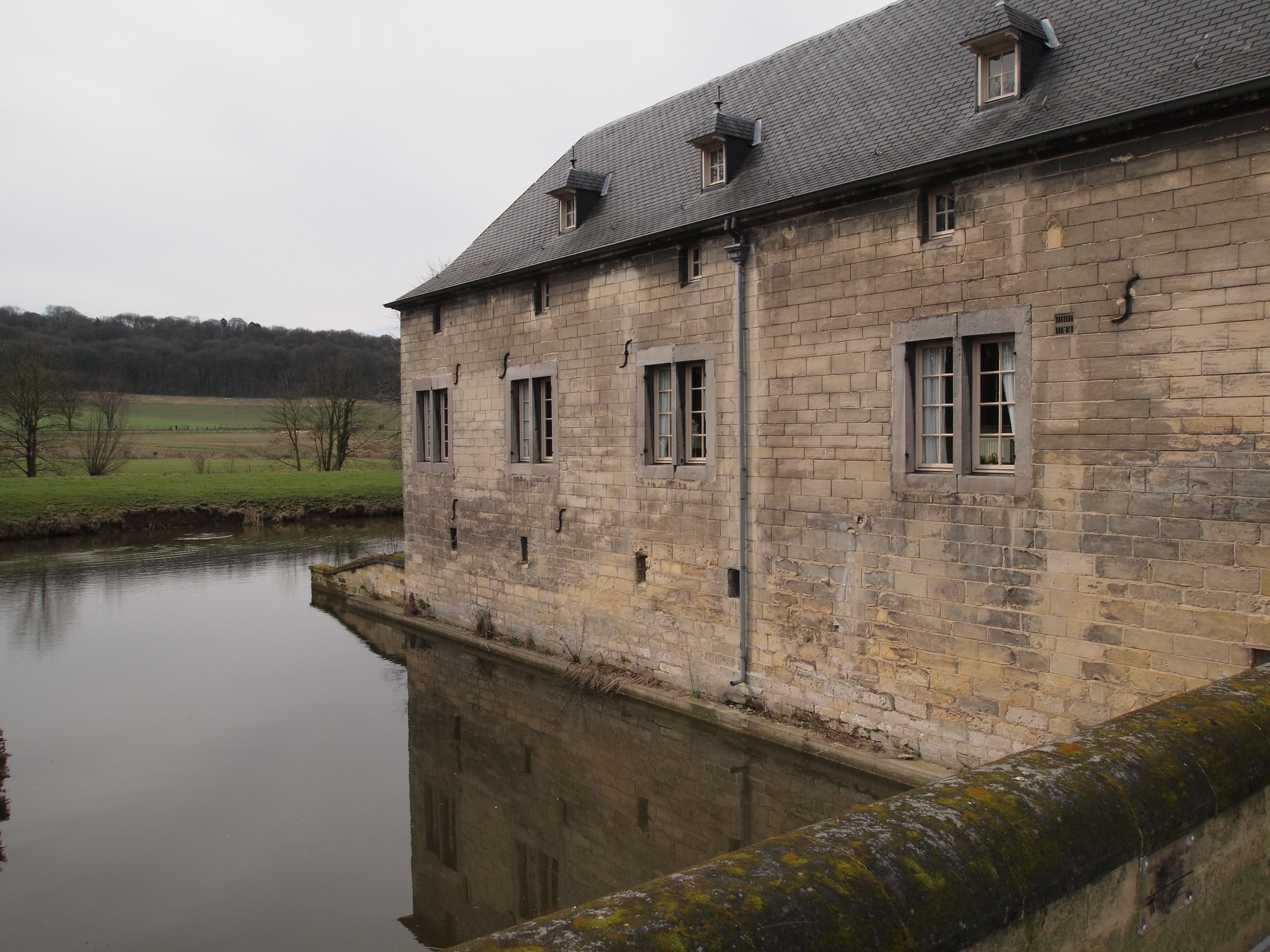
Detail kasteelhoeve

### Tuin en landerijen

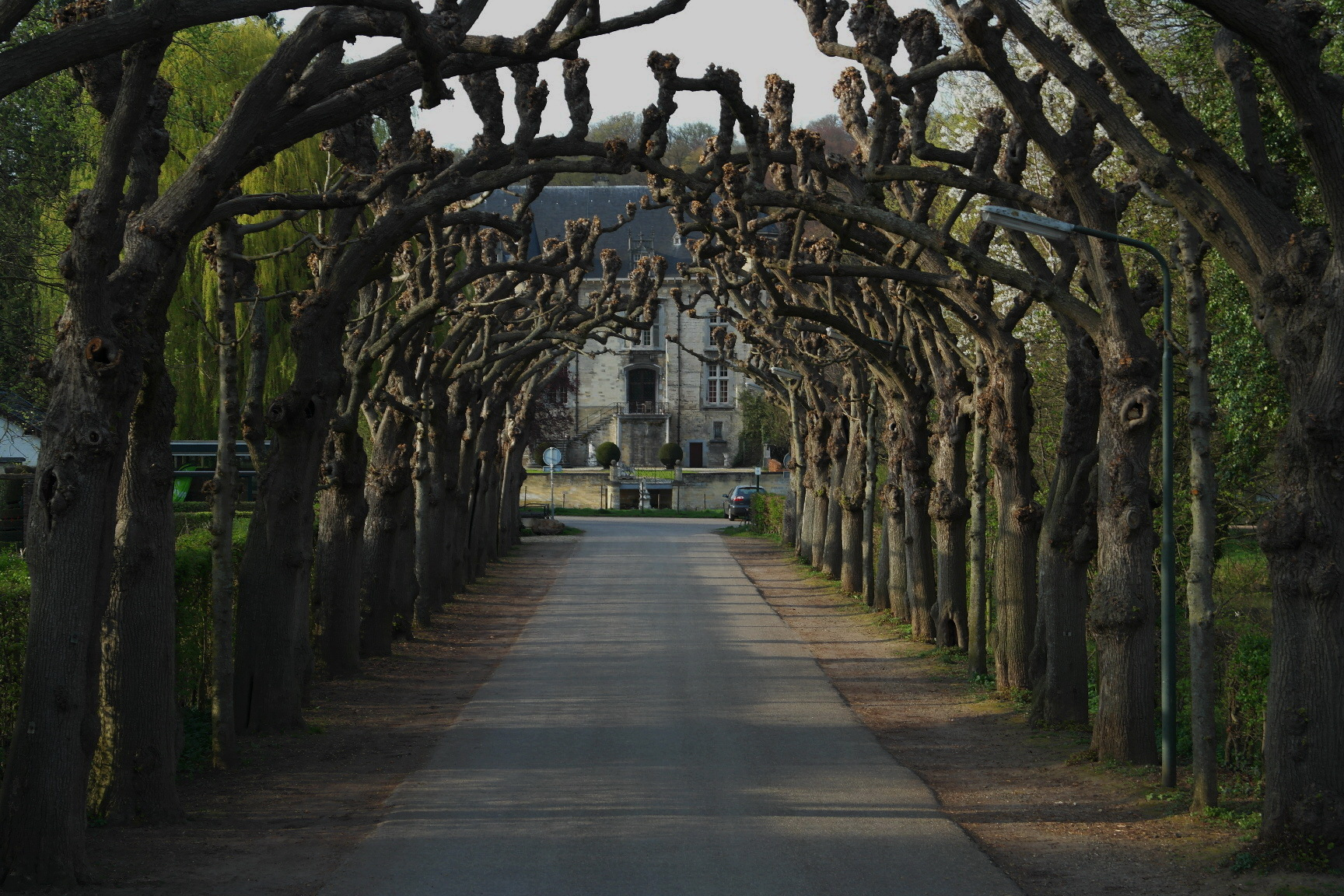
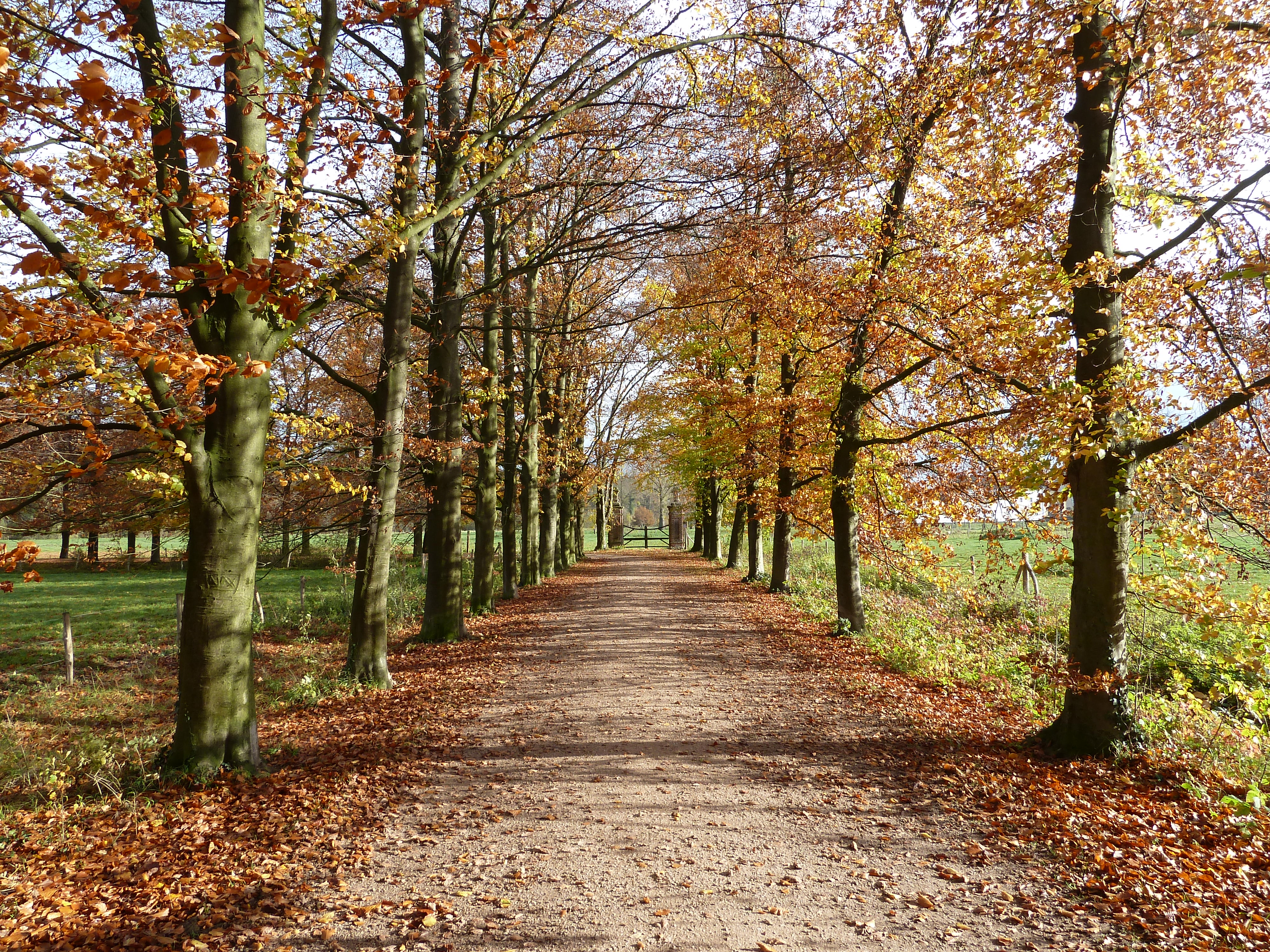
Bomenlaan zuidzijde
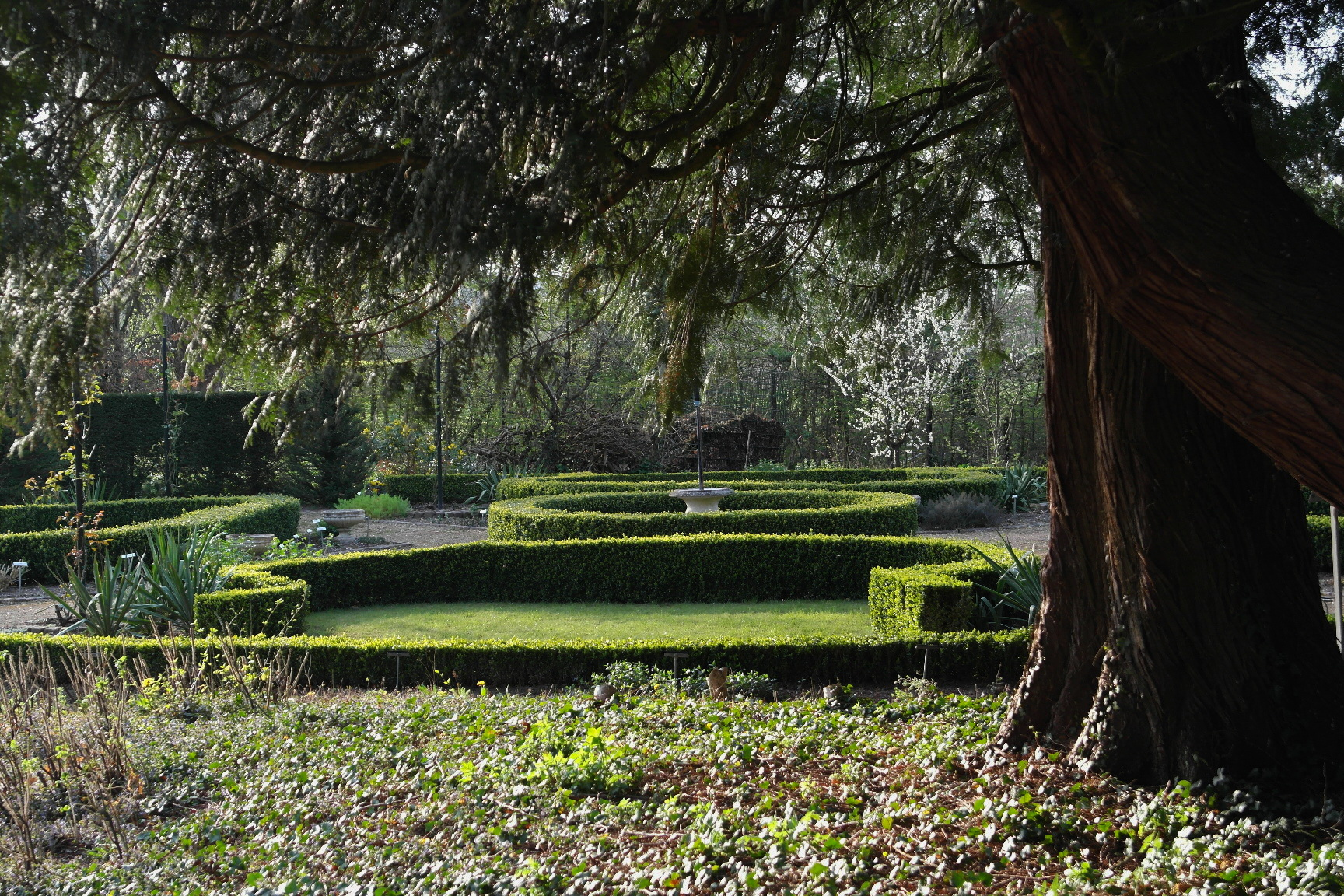
Formele tuin
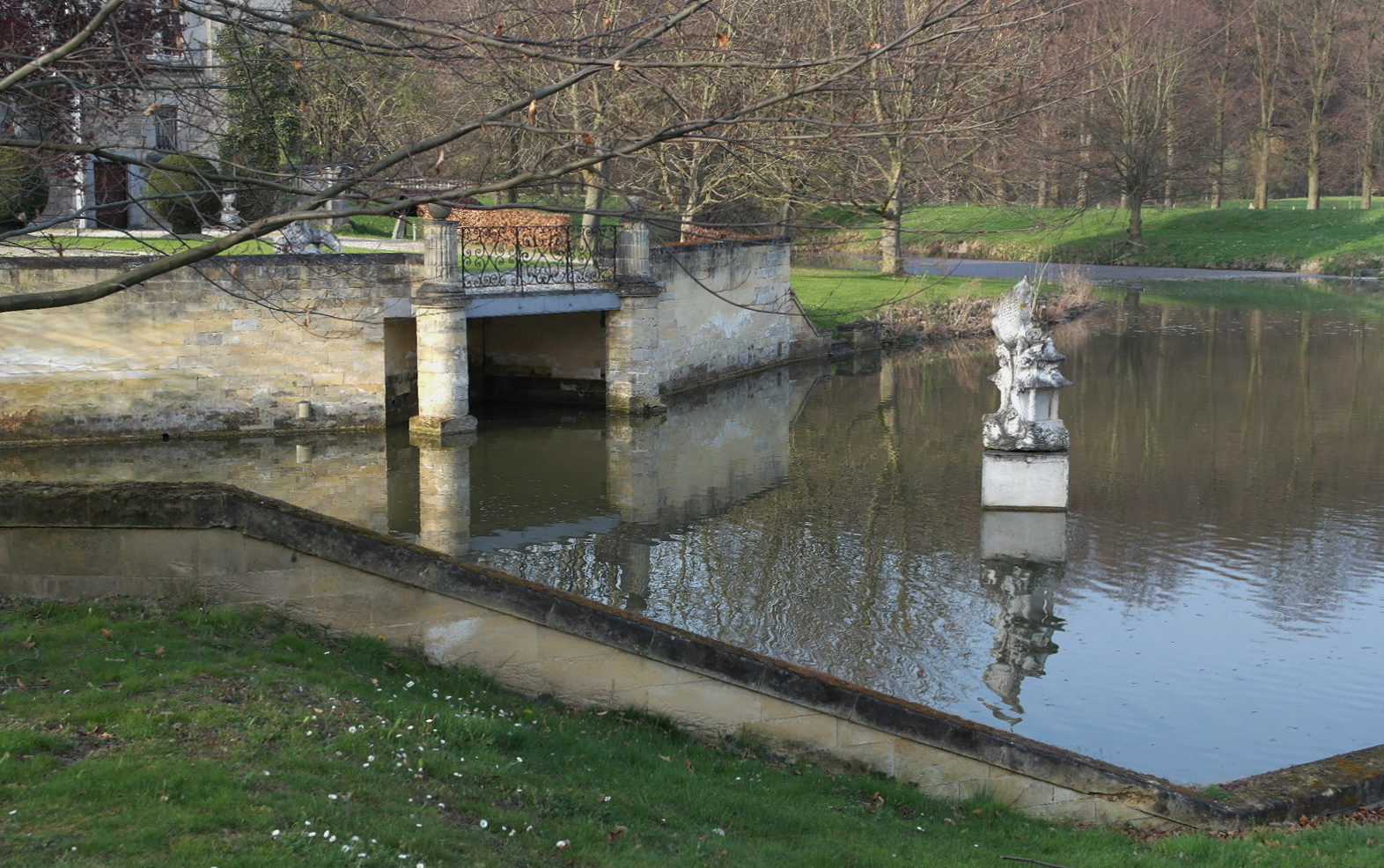
Kasteelgracht en tuin